# Камалат
40°5′41″ пн. ш. 65°27′54″ сх. д. / 40.09472° пн. ш. 65.46500° сх. д.
Камалат (колишній радгосп Нарпай, Суранбай Умаров; узб. Камолот, Kamolot) — міське селище в Узбекистані, в Карманинському районі Навоїйської області.
Розташоване за 8 км на схід від Навої, на біля кордону з Самаркандською областю. Вирощування бавовни.
Населення 0,83 тис. мешканців (1989). Статус міського селища з 2009 року.